# Maaäet
Maaäet (2006) è il terzo album del gruppo musicale neofolk finlandese Tenhi.
Il gruppo si è anche occupato dell'artwork e della produzione del cd.

## Tracce
Tutte le musiche di Tenhi. Testi di Tyko Saarikko eccetto Tuulenkaato e Rannalta haettu di Ilmari Issakainen.
1. "Varpuspäivä | Sparrow-day" - 6:27
2. "Kuoppa | Depth" - 4:31
3. "Kuulut kesiin | July's Wreath" - 3:31
4. "Salain | Shapeless" - 4:38
5. "Viimeiseen | Through Bloom-blades" - 6:58
6. "Vähäinen violetissa | Lithe in Lilac" - 6:14
7. "Sarastuskävijä | Frail" - 5:57
8. "Maa syttyy | Orphan Joy" - 2:14
9. "Tuulenkaato | Falter" - 4:58
10. "Aatos | Reverie" - 2:12
11. "Uuvu oravan luu | Ease Squirrel Bone" - 4:58
12. "Rannalta haettu | From the Shore" - 7:18

Tutte le canzoni sono cantate in finlandese, tuttavia sul booklet è indicata anche una versione inglese, non necessariamente traduzione esatta del testo originale

## Musicisti
- Ilmari Issakainen - Batteria, pianoforte, chitarra, basso, percussioni, cori, grafica
- Tyko Saarikko - Voce, piano, harmonium, sintetizzatore, chitarra, percussioni, grafica, illustrazioni
- Ilkka Salminen - Voce, chitarra, basso, harmonium, percussioni
- Inka Eerola - Violino
- Jaako Hilppö - Cori
- Janina Lehto - Flauto
- Tuukka Tolvanen - Cori

Registrazione, mixaggio e produzione sono accreditati collettivamente alla band.